# Bjelkovac
Bjelkovac – wieś w Chorwacji, w żupanii virowiticko-podrawskiej, w gminie Nova Bukovica. W 2011 roku liczyła 52 mieszkańców.